# Yuriria (kommun)
Yuriria är en kommun i Mexiko.   Den ligger i delstaten Guanajuato, i den centrala delen av landet, 230 km väster om huvudstaden Mexico City.
Följande samhällen finns i Yuriria:
- Yuriria
- Cerano
- San Andrés Enguaro
- El Canario
- Laguna Prieta
- El Salteador
- San Miguel el Alto
- Providencia de Calera
- Los Tepetates
- Puquichapio
- El Cimental
- El Moro
- San Vicente Zapote
- Buenavista de la Libertad
- Rancho Viejo de Pastores
- San José Otonguitiro
- San José de Gracia
- La Faja
- Corrales
- Tierra Blanca
- Colonia del Armadillo
- San Nicolás Cuerunero
- Cuerunero
- San Felipe
- Puerta de Cerano
- Ojos de Agua de Córdoba
- La Punta
- Orúcuaro